# Bergzilpzalp

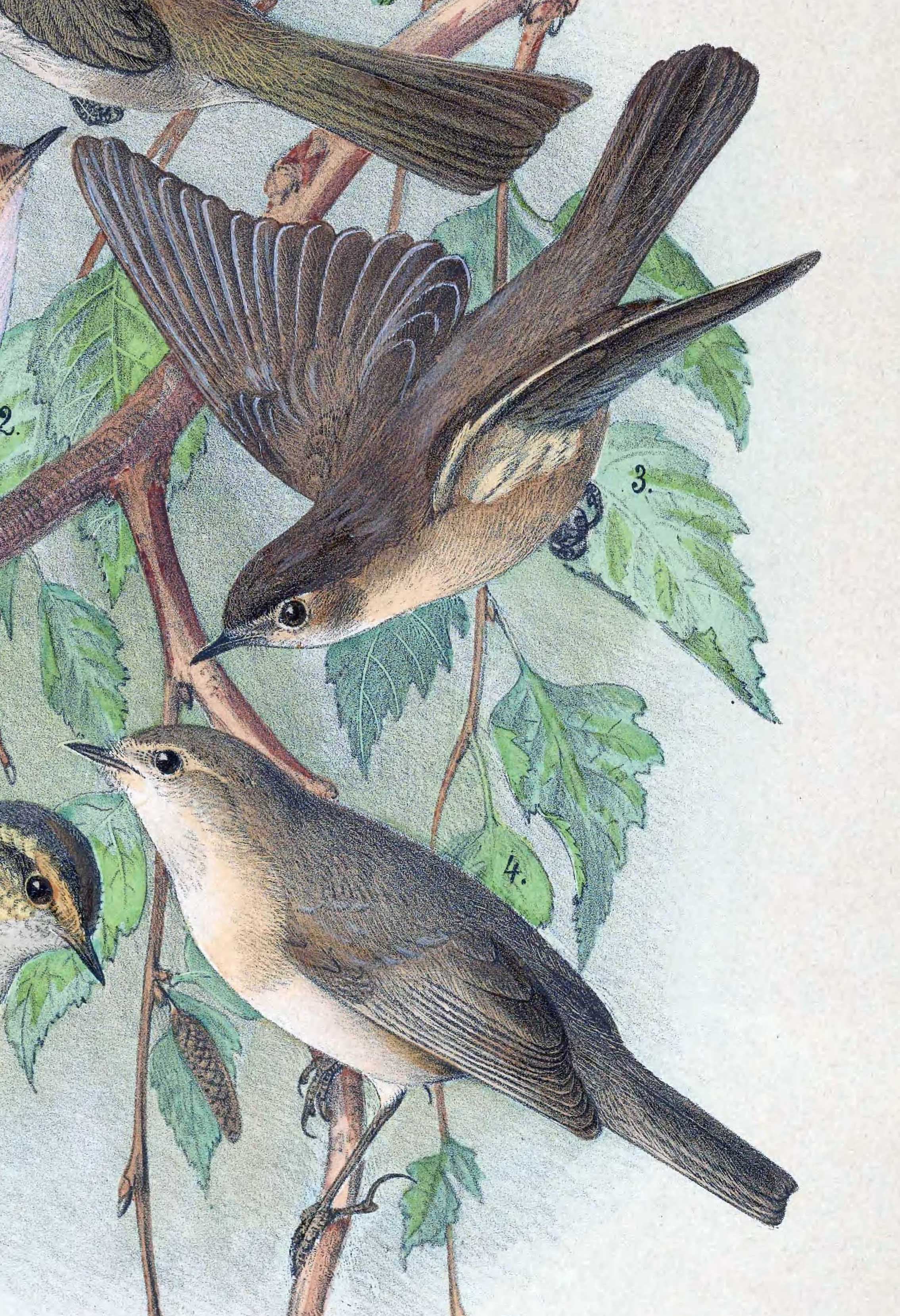
Bergzilpzalp, Illustration

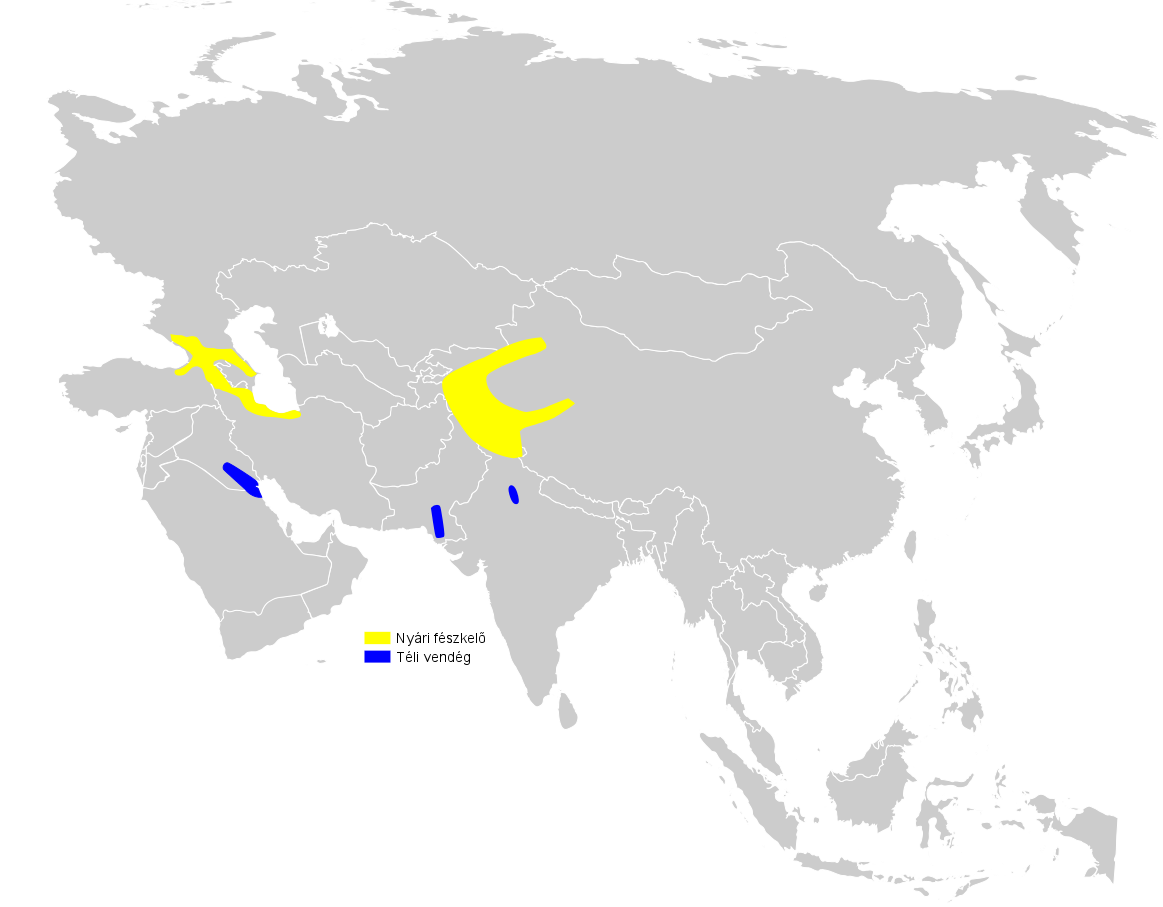
Verbreitung des Bergzilpzalps (Phylloscopus sindianus):
Brutgebiete
Überwinterungsgebiete

Der Bergzilpzalp (Phylloscopus sindianus) ist ein Singvogel aus der Gattung der Laubsänger (Phylloscopus) aus der Familie der Laubsängerartigen (Phylloscopidae). Er ist vor allem im Kaukasus und im Himalaya verbreitet und weist molekulargenetische und gesangliche Unterschiede mit dem äußerlich ähnlichen Zilpzalp auf, weshalb er eine eigene Art der Laubsänger darstellt.

## Vorkommen und Unterarten
Man unterscheidet zwischen zwei Unterarten: Der Phylloscopus sindianus lorenzii (Lorenz, T, 1887) (Vorkommen im Kaukasus, Nordwesten Irans und Nordosten der Türkei) und der Phylloscopus sindianus sindianus Brooks, WE, 1801 (Vorkommen in Tadschikistan, Norden Pakistans, Westen Chinas und Nordwesten Indiens). Der Bergzilpzalp ist häufig in Fichten zu sehen.

## Aussehen und Gesang
Mit einer Größe von 10 bis 11,5 cm zählt der Bergzilpzalp zu den kleineren Laubsängern. Die Oberseite ist braun und die Unterseite cremeweiß. Der Schnabel und die Füße sind schwarz. Sein Gesang weist ein schnelles Tempo auf und besteht aus kurzen Silben.

## Nahrung
Dieser Laubsänger ernährt sich von Insekten, vor allem Fliegen. Darüber hinaus verzehrt er Früchte.

## Gefährdung
Die IUCN stuft den Bergzilpzalp als nicht gefährdet (least concern) ein.